# Hydrocoryne
Hydrocoryne is een geslacht van neteldieren uit de familie van de Hydrocorynidae.

## Soorten
- Hydrocoryne bodegensis Rees, Hand & Mills, 1976
- Hydrocoryne iemanja Morandini, Stampar, Migotto & Marques, 2009
- Hydrocoryne macrogastera Xu & Huang, 2006
- Hydrocoryne miurensis Stechow, 1908